# Quinto Pompeu Trião
Quinto Pompeu Trião (em latim: Quintus Pompeius Trio) foi um senador romano nomeado cônsul sufecto para o nundínio de julho a agosto de 80 entre Marco Atílio Póstumo Brádua.